# Opération Desert Strike
L'opération Desert Strike fut menée par l'US Air Force et l'US Navy le 3 septembre 1996 lors du conflit kurdo-irakien.

## Contexte
Le 31 août 1996, l'Irak avait lancé sa plus grande offensive militaire contre Erbil. Les États-Unis craignaient que Saddam Hussein ne lançât une campagne génocidaire contre les Kurdes, semblable à celle lors de l'insurrection de 1991. Cette offensive était une claire violation de la résolution 688 du Conseil de sécurité des Nations unies interdisant la répression des minorités irakiennes.

## Déroulement de l'opération
Les responsables américains envisagent d'abord un bombardement effectué par le groupe aérien embarqué du porte-avions USS Carl Vinson puis décident l'utilisation de missiles de croisière. La Turquie et l'Arabie Saoudite refusèrent l’usage de leurs bases à l’aviation américaine pour mener des frappes contre l’Irak.
Le 3 septembre, le destroyer USS Laboon de la classe Arleigh Burke et le croiseur USS Shiloh (en) de la classe Ticonderoga, en coordination avec deux bombardiers Boeing B-52 Stratofortress du 2nd Bomb Wing partis de base aérienne de Barksdale en Louisiane font une escale à la base aérienne Andersen de Guam lors d'une mission de 34 h, ce qui est alors la plus longue mission de bombardement de l'histoire, escortés par quatre Grumman F-14 Tomcat du porte-avions USS Carl Vinson, lancent 27 missiles de croisière contre la défense anti-aérienne irakienne dans le sud de l'Irak, soit 14 BGM-109 Tomahawk  tirés par les navires et 13 AGM-86C ALCM par les bombardiers. Une seconde vague de 17 autres missiles BGM-109 Tomahawk fut également lancée le même jour par les destroyers USS Russell, USS Hewitt (en), USS Laboon (8 au total), et le sous-marin nucléaire d'attaque USS Jefferson City (2 missiles), ciblant les troupes irakiennes à Kut, Iskandariyah, Nassiriya et la base aérienne environnante de Talil. Le contrôle des opérations aériennes étant dirigé par le croiseur USS California (en).
Le bilan est mitigé, quelques missiles ont eu des dysfonctionnements et des erreurs de ciblage ont été commises. Des ALCM dotés de charges à fragmentation auraient été tirés contre des objectifs durcis avec des résultats nuls.

## Conséquences
Les bombardements n'ont cependant pas de véritable impact sur le moral des forces irakiennes. Toutefois, après la prise d'Erbil par le Parti démocratique du Kurdistan (KDP) pro-irakien, les forces irakiennes se retirent sur leurs positions initiales. S'ensuivent des combats avec l'Union patriotique du Kurdistan (PUK) notamment pour le contrôle de Souleimaniye. Les forces de celle-ci seront contraintes de reculer jusqu'à la frontière iranienne. Les États-Unis évacuent alors 700 membres du Congrès national irakien et 6 000 Kurdes pro-occidentaux.
En réponse aux mouvements irakiens au nord, les États-Unis et le Royaume-Uni étendent l'opération Southern Watch et les zones d'exclusion aériennes du 32e parallèle nord au 33e parallèle nord.